# Мечеть Кароля I
Великая мечеть Констанцы (рум. Marea Moschee din Constanța), изначально известная как Мечеть Кароля I (рум. Moscheea Carol I) —  мечеть в Констанце, Румыния. Внесен в список исторических памятников национальным институтом исторических памятников Румынии.
Мечеть упоминается исламским сообществом Констанцы как Королевская мечеть (рум. Geamia Regelui, тур. Kral camisi).

## История
Великая мечеть Констанцы стоит на месте бывшей мечети Махмудия (Geamia Mahmudia), построенной в 1822 году Хафизом Хусейном Пага и названной в честь османского султана Махмуда II. Строительство Великой мечети Констанцы было поручено в 1910 году королем Румынии Каролем I. Строительство началось 24 июня 1910 года, когда первый краеугольный камень был заложен в присутствии Спиру Харета, тогдашнего министра по делам религии Румынии; Сефа Бея, тогдашнего посла Османской империи в Бухаресте; и османского консула в Констанце. Проект финансировался правительством Румынии и предпринимателем Ионом Некулче. Строительство было завершено в 1912 году.
31 мая 1913 года мечеть была официально открыта Каролем I. Во время церемонии султан Мехмед V наградил главного архитектора Виктора Штефэнеску орденом Меджидии. Король Кароль I также наградил Штефэнеску часами.

## Архитектура
Мечеть построена в неоегипетском и неовизантийском стилях с элементами неороманской архитектуры. Ее дизайнер Джордже Константинеску создал мечеть по образцу мечети Конья в Анатолии (Турция). Виктор Штефанеску был главным архитектором проекта. Подрядчики использовали кирпич и каменные материалы для самой мечети, и железобетон для купола и минарета. Мечеть стала первым сооружением в Румынии, построенным из железобетона. Главный портал был сконструирован из камней с Добруджи, а двери внизу были сделаны из черного мрамора, инкрустированного бронзой. Внутренние колонны построен из мрамора с Кымпулунги.
Минарет построен в неомавританском стиле и его высота достигает 47 метров. Высота купола - 25 метров, диаметр - 8 метров.

## Галерея

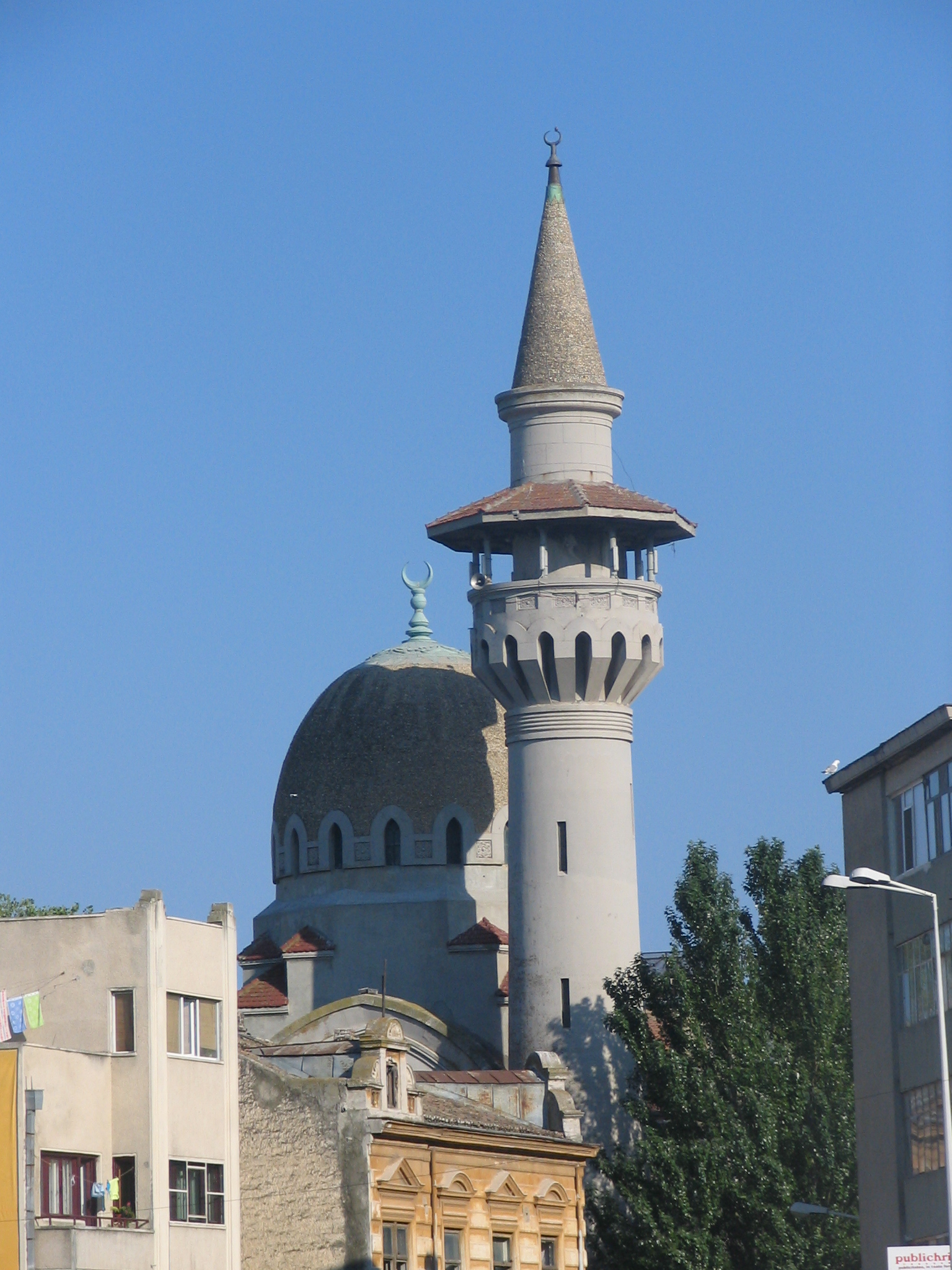
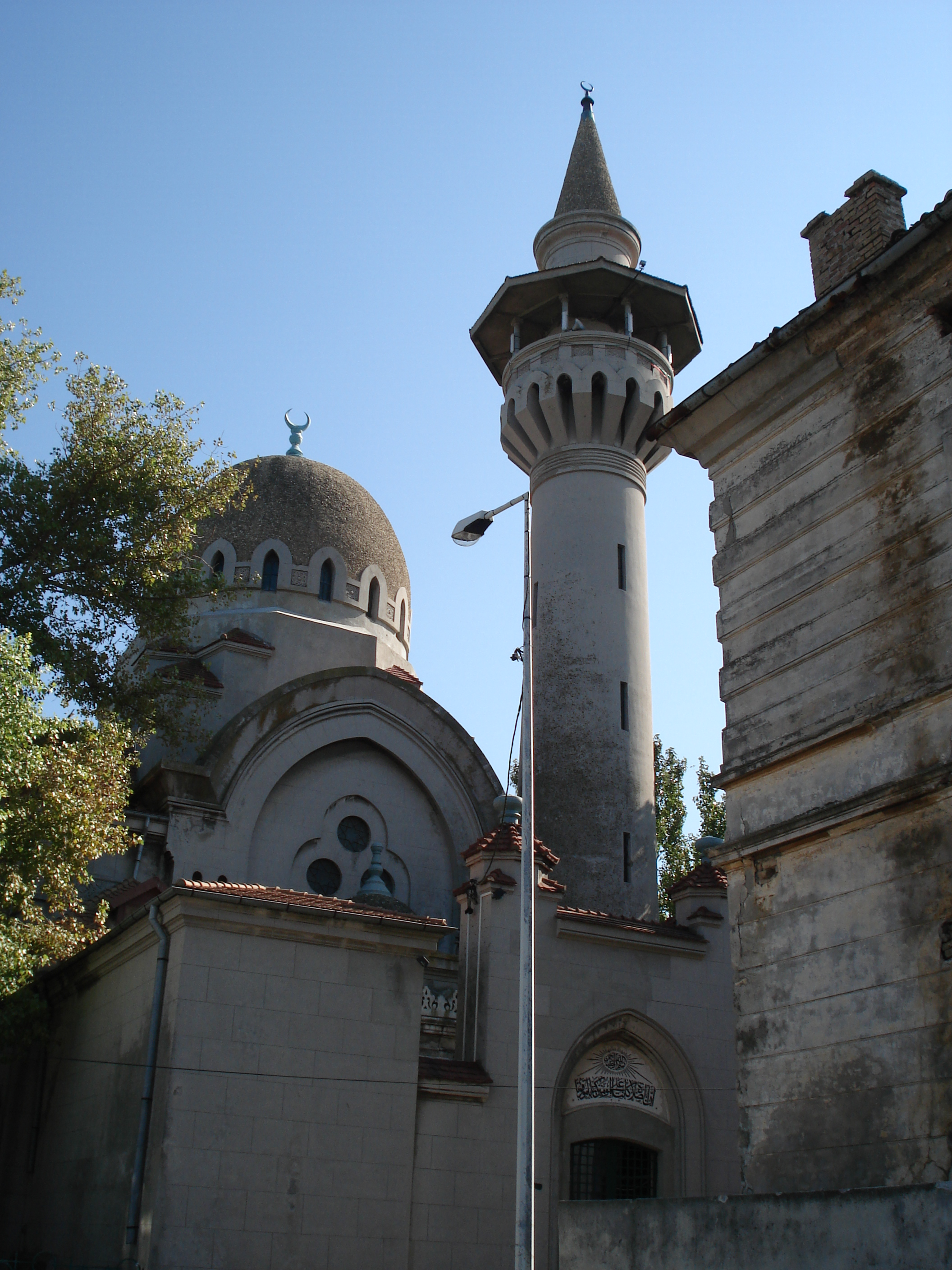
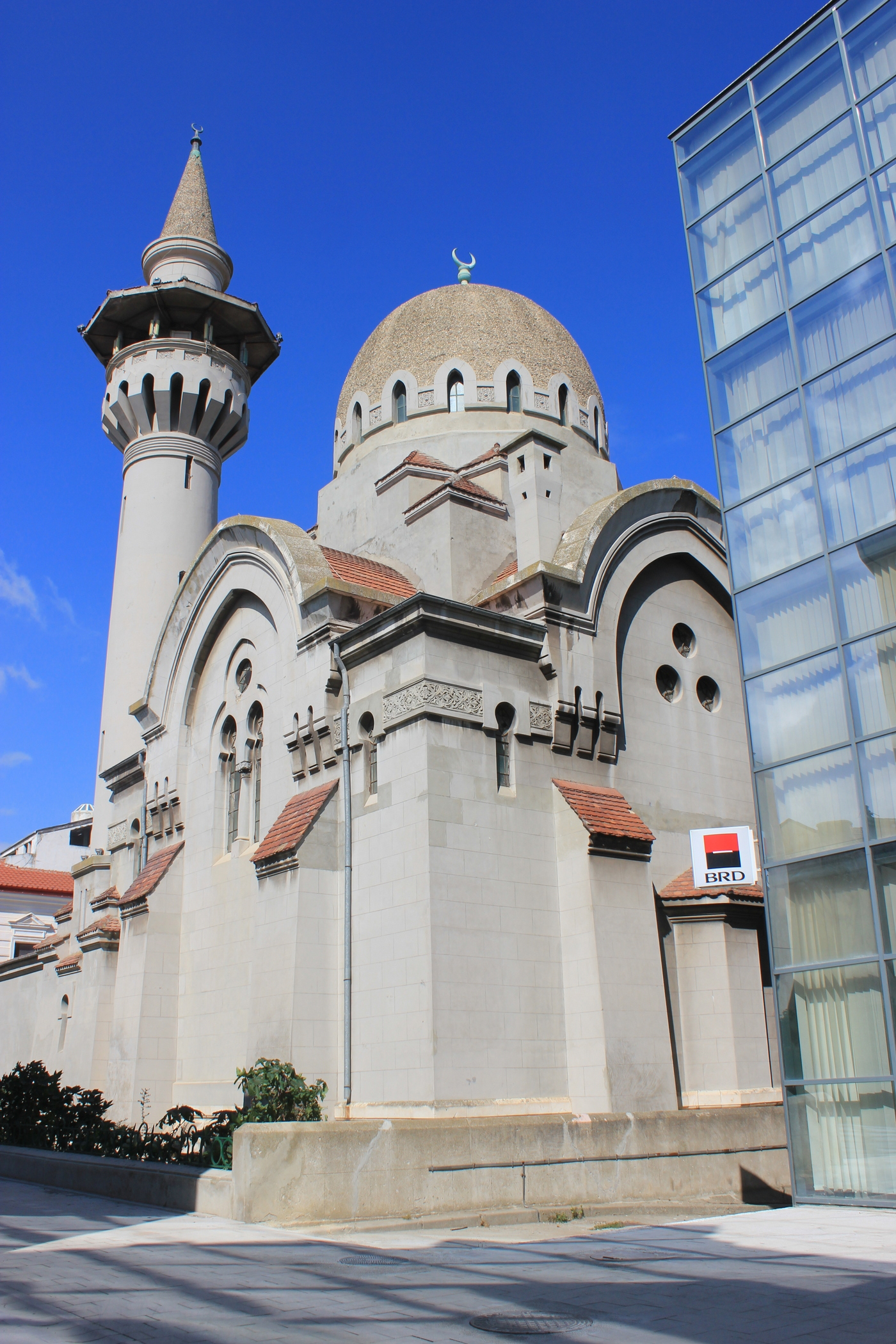
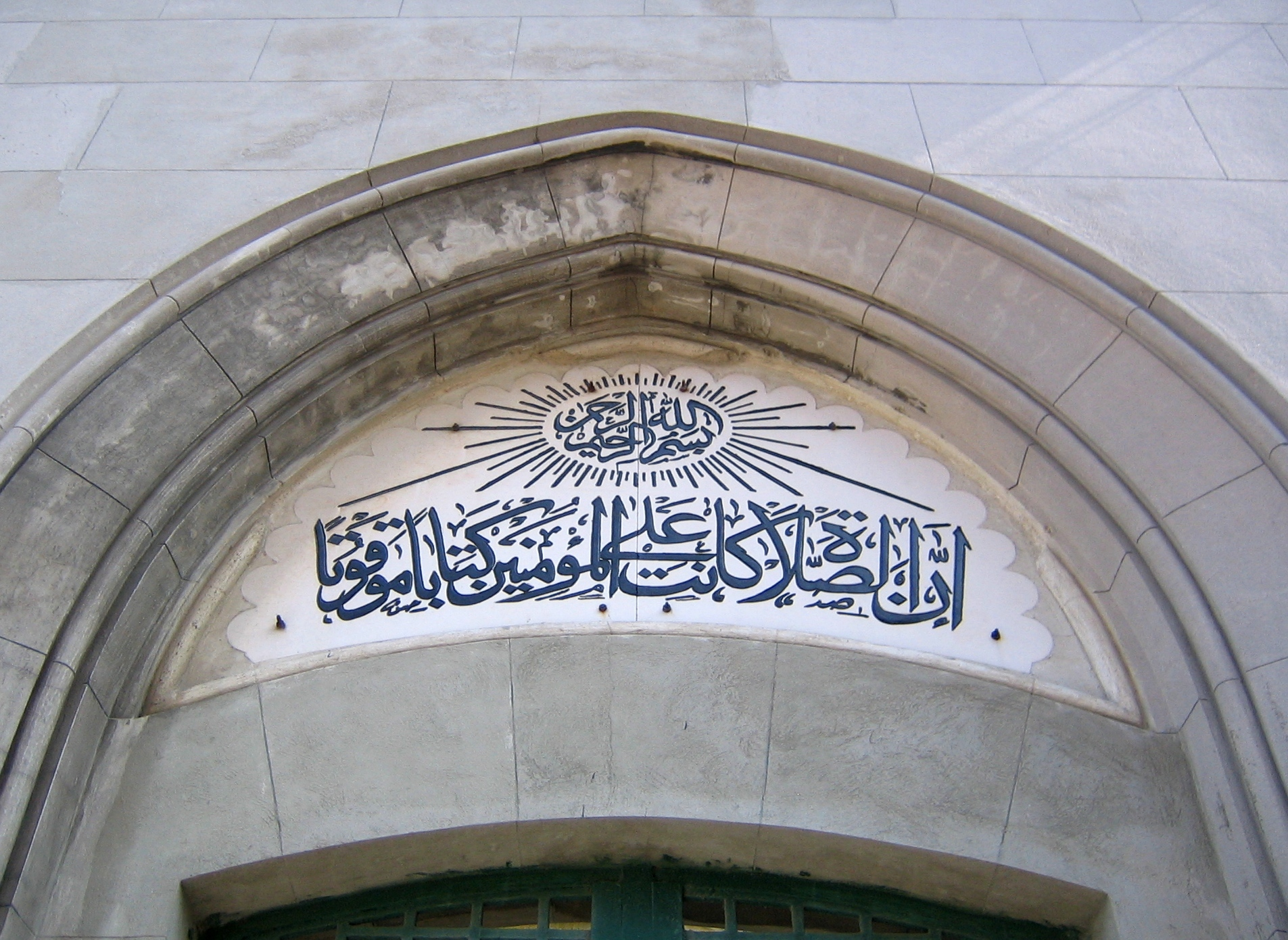
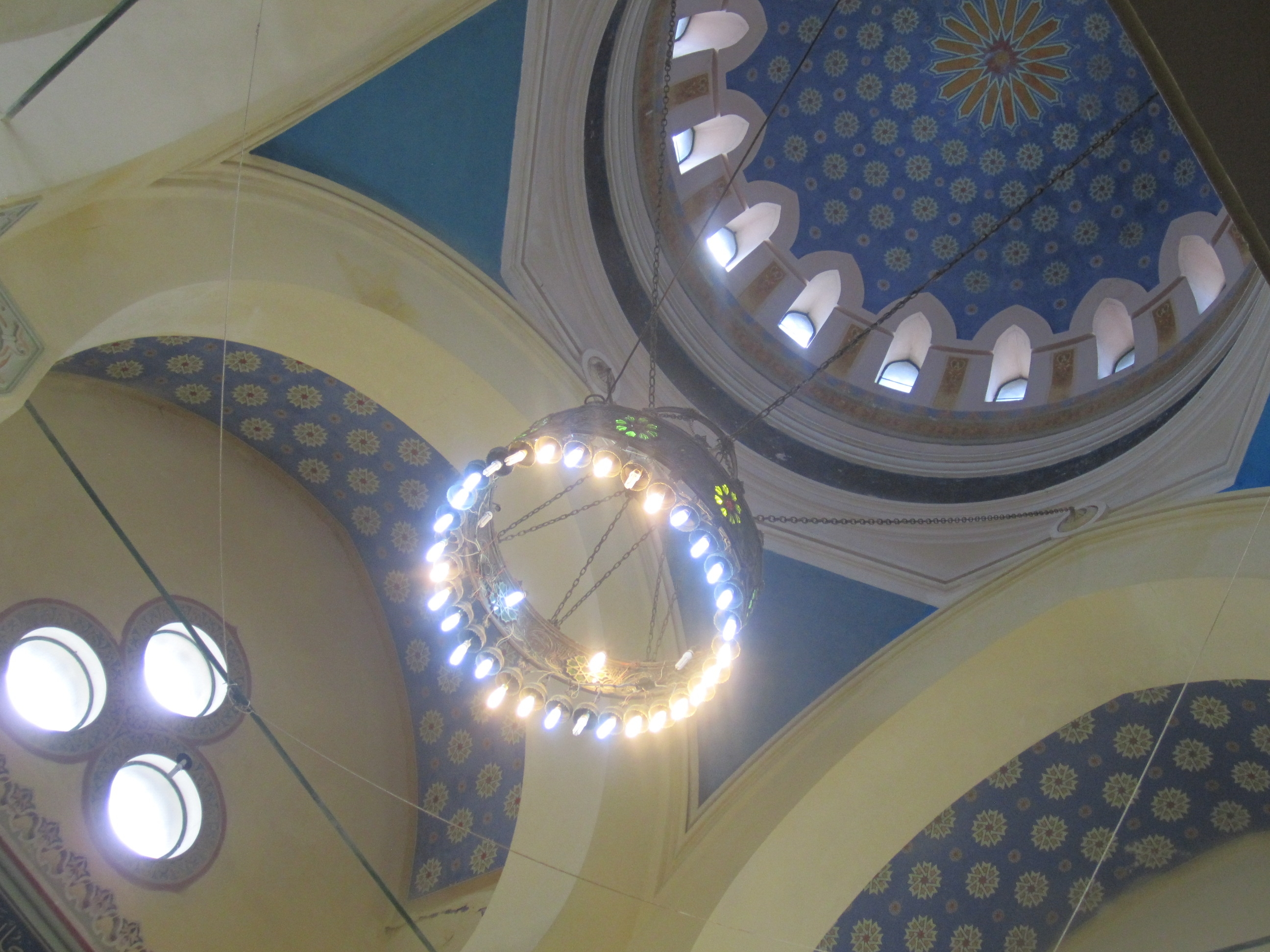